# Limberg (Wiehengebirge)
Der Limberg ist ein Berg in der Egge, einem Nebenhöhenzug des Wiehengebirges südlich von Preußisch Oldendorf in Nordrhein-Westfalen.

## Berg Limberg

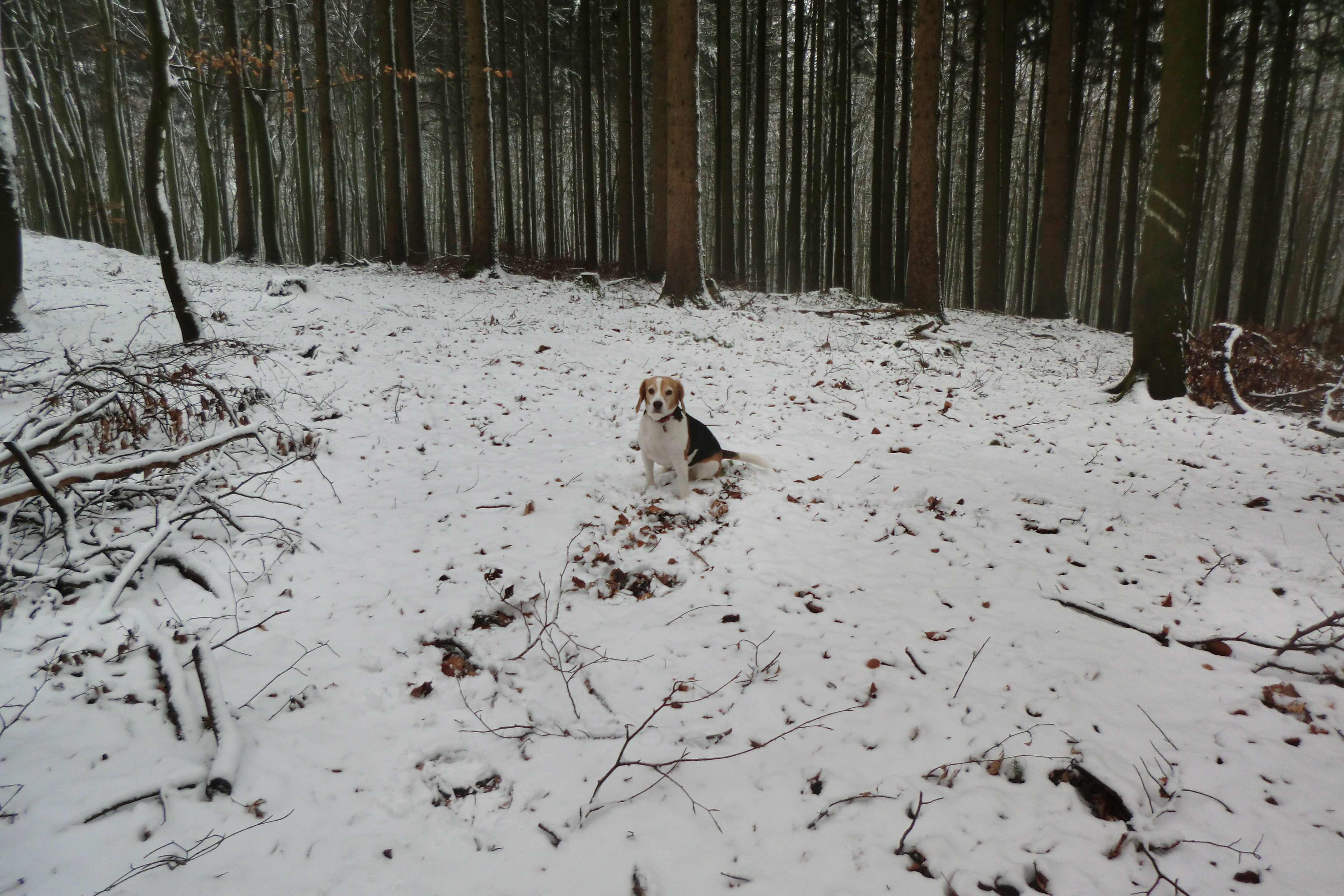
Der Gipfel des Limbergs ist selbst unspektakulär, bietet keine Aussicht und nicht einmal ein Weg kreuzt ihn. Der Gipfelpunkt ist auf dem Bild durch den Hund markiert

Der Name „Limberg“ leitet sich wahrscheinlich von dem Begriff „liet“ (sanfter Hügel, Berg) ab, möglich ist aber auch ein Hinweis auf die Lindenbäume. Der Limberg ist etwa 190 Meter hoch und liegt etwas nördlich des Hauptkammes des Wiehengebirges und südwestlich von Bad Holzhausen. Ihm gegenüber liegt auf dem Hauptkamm der ebenfalls 190 m hohe Maschberg. Limberg und seine Ausläufer in westlicher Richtung sowie in Verbindung mit Maschberg und Nonnenstein, ebenfalls ein Berg auf dem Hauptkamm südwestlich des Limbergs, bilden das Eggetal.
Der weit überwiegende Teil seiner Flächen bildet zusammen mit denen des benachbarten Offelter Berges das Naturschutzgebiet Limberg und Offelter Berg, welches mit seiner Ausweisung im Jahr 1935 das älteste des Kreises Minden-Lübbecke und eines der ältesten in Westfalen ist.

## Burg Limberg
Der zwölf Meter hohe Bergfried wurde um 1989 restauriert und kann besichtigt werden. Ansonsten sind noch einige Wallanlagen und Mauerreste erhalten. Sehenswert ist auch die an der Burg stehende, 600 Jahre alte Gogerichtslinde, die vormals als Gerichtsort diente.

## Schwedenschanze
Als Bodendenkmal ist eine Erdwallanlage rund 300 Meter nordwestlich der Burg erhalten.

## Amt Limberg
In der ravensbergischen Landesburg Limberg war die Verwaltung des Amtes Limberg untergebracht. Zur Amtsverwaltung ufm Limberge gehörten die Vogteien Bünde und Oldendorf. Auf dem Limberg verwaltete der Amtmann (Drost) das Amt, den Vogteien wiederum standen entsprechend jeweils ein Vogt vor. Die Vogtei Bünde bestand aus den Kirchspielen Bünde, Rödinghausen und Börninghausen. Die Vogtei Oldendorf bestand aus den Kirchspielen Oldendorf und Holzhausen. Wegen der Baufälligkeit der Burg wurde die Amtsstube bereits vor 1695 von der Burg Limberg in das Tal (Börninghausen Nr. 12) verlegt, die sogenannte „Vieseley“. Die Gerichtsbarkeit oblag dem Amtsherren; das Gefängnis verblieb auf der Burg. 1734 verfügt König Friedrich Wilhelm I. die Personalunion der Ämter Vlotho und Limberg. Seit 1795 wird das Amt von Bünde aus verwaltet. Das Amt Limberg hörte während der französischen Besatzung zwischen 1807 und 1813 auf zu existieren und wurde zur Mairie Holzhausen gezählt. Auch nach Ende der Franzosenzeit wurde das Amt nicht mehr rekonstituiert, sondern durch „moderne“ preußische Verwaltungskreise ersetzt. Die Limberg lag demzufolge im neugeschaffenen Kreis Rahden.

## In der Heraldik

Kreiswappen des Kreises Lübbecke ab 1968

Der Limberg und die Burg darauf waren neben den gekreuzten Schlüsseln auf rotem Grund im zuletzt benutzten Wappen des 1973 aufgelösten Kreise Lübbecke abgebildet. Schlüssel und rotes Feld stehen dabei für die Teile des Kreises, die ehemals dem Fürstentum Minden zugehörig waren. Die Burg stand für die ehemals der Grafschaft Ravensberg zugehörigen Gebiete, die im Amt Limberg organisiert waren.

## Tourismus
Über den Berg verlaufen unter anderem der Sachsenweg, der Limberg-Nonnenstein-Weg und die Nordvariante des Wittekindswegs. Unweit des Gipfels verläuft der Eggetaler Panorama Rundwanderweg.